# Potujoči križ belih menihov
 Potujoči križ belih menihov  je drama Metoda Turnška iz leta 1936.

## Obnova

### Osebe
- Sv. Bernerd. Fidelis, Vincencij, patra.
- Gorazd, Svetka, otroka.
- Volkun, pogan.
- Majnhald, Ditrih, Henrik, višnjegorski grofje.
- Sel, strelci, otroci, menihi.

Godi se leta 1132.

### 1. dejanje
Sv. Bernard zlaga hvalnico Mariji, ko sedem belih prikazni prinese križ, ozaljšan z nageljni in rožmarinom, nato pa svetnik v videnju zagleda Gorazda in Svetko, ki ga milo prosita za menihe, da bi po slovenski deželi oznanjali Kristusov nauk. Takoj zatem sel prinese pisanje, v katerem oglejski patriarh prosi sv. Bernarda, naj prenovi slovensko deželo, kjer se mnogi skrivaj častijo malike in Marije skorajda ne poznajo. Bernard spozna božjo voljo, patra Vincencija pošlje v Karniolo, da bo tam ustanovil cistercijanski samostan.

### 2. dejanje
Gorazd in Svetka se na paši pogovarjata o čudnih znamenjih, ki sta jih oba opazila: v dolini poje čudežna ptica, sliši se glas zvonov, zvezde se utrinjajo na tisti kraj... Gorazd zasluti, da to pomeni gradnjo nove cerkve, vroče si zaželi postati svečenik in spreobračati pogane - med prvimi hudobnega Volkuna, ki se skriva v gozdu in časti malike. Gorazdu je žal zanj, pove mu o čudežnih znamenjih in ga nagovarja, naj v sv. krstu spozna pravega Boga, Perunovo soho pa vrže v ogenj. Volkun v divji jezi rani Gorazda s kopjem, nato pa oba pobegneta pred strelci višnjegorskih grofov, ki so na lovu. Grofje so bili dobili sporočilo, da prihaja sedem menihov, a se ne morejo sporazumeti glede kraja, kjer naj bi stal novi samostan, saj menijo, da menihov ne morejo poslati v divjino, kakršna je tod naokrog. Medtem so strelci oba dečka ujeli, privedejo ju pred grofe in izpričajo, da je Volkun dvignil orožje na Gorazda. Volkun je obsojen na smrt, a Gorazd in Svetka prosita zanj, pri tem pa povesta grofom tudi o skrivnostnih znamenjih. Grofje spoznajo, da Bog sam kliče menihe prav v to dolino, ki ji po petju čudežne ptice nadenejo ime Sitticum-Stična. Volkuna, ki se je pokesal in spreobrnil, videč dobroto Gorazda in Svetke, pa pomilostijo na kratek zapor.

### 3. dejanje
Otroci krasijo stiško dobravo, mlaji in venci pričakajo procesijo, v kateri menihi nosijo ustanovitveni križ. Ob pobožnem petju in zvokih trobent Majnhald slovesno prebere ustanovitveno listino, s katero grofje cistercijancem poklanjajo celo dolino, pove jim tudi o čudežnih znamenjih, ki jih potrdita še Gorazd in Svetka; ob tem Gorazd razodene svojo željo, da bi postal menih. Opat Vincecij vidi v tem božjo roko, saj bo red tako sprejel vase slovensko kri in se sklenil z ljudstvom, sredi katerega bo v Stični živel in deloval. Bog jih skozi trpljenje vodi v jasne, srečne in svobodne dni, mrak Golgote je prešel v Velikonočno zmago: križ bo zakraljeval vsej slovenski zemlji, nad ljudstvom pa bo bedela Mati Marija, slovenskih src kraljica. Med hvalnicami Mariji Gorazd v obleki samostanskega novica odnese križ na čelu procesije na kraj, ki ga je za novo cerkev in samostan izbral sam Bog.